# Miasto Sinj
Miasto Sinj (chorw. Grad Sinj) – jednostka administracyjna w Chorwacji, w żupanii splicko-dalmatyńskiej. W 2011 roku liczyła 24 826 mieszkańców.